# Virslīga 2007
L'edizione 2007 della Virslīga fu la 16ª del massimo campionato lettone di calcio dalla ritrovata indipendenza e la 33ª con questa denominazione; vide la vittoria finale dello Ventspils, giunto al suo secondo titolo.
Capocannoniere del torneo fu Vīts Rimkus (Ventspils), con 20 reti.

## Stagione

### Novità
Il posto del retrocesso Dižvanagi Rēzekne fu preso dall'Olimps Rīga, che tornò in massima serie dopo appena un anno di assenza. Il Ditton cambiò nome in Daugava, richiamando la denominazione della storica società sovietica.

### Formula
Come negli anni precedenti, il campionato era formato da otto squadre che si incontrarono in due gironi di andata e due di ritorno, per un totale di 28 turni. Erano previsti tre punti per la vittoria, uno per il pareggio e zero per la sconfitta.
In questa stagione nessuna squadra retrocesse in 1. Līga 2008, in quanto la Federcalcio lettone di portare il numero di squadre partecipanti alla Virslīga da otto a dieci squadre per la stagione 2008.

## Squadre partecipanti
| Squadra           | Città      | Stagione precedente           |
| ----------------- | ---------- | ----------------------------- |
| Daugava           | Daugavpils | 5º posto in Virslīga          |
| Dinaburg          | Daugavpils | 4º posto in Virslīga          |
| Jūrmala           | Jūrmala    | 6º posto in Virslīga          |
| Metalurgs Liepāja | Liepāja    | 2º posto in Virslīga          |
| Olimps Rīga       | Rīga       | 1º posto in 1. Līga, promosso |
| Rīga              | Rīga       | 7º posto in Virslīga          |
| Skonto            | Rīga       | 3º posto in Virslīga          |
| Ventspils         | Ventspils  | 1º posto in Virslīga          |

## Classifica finale
|                     | Pos. | Squadra           | Pt | G  | V  | N | P  | GF | GS | DR  |
| ------------------- | ---- | ----------------- | -- | -- | -- | - | -- | -- | -- | --- |
| Lettonia (bandiera) | 1.   | Ventspils         | 60 | 28 | 18 | 6 | 4  | 59 | 16 | +43 |
|                     | 2.   | Metalurgs Liepāja | 58 | 28 | 18 | 4 | 6  | 42 | 21 | +21 |
|                     | 3.   | Rīga              | 57 | 28 | 17 | 6 | 5  | 48 | 28 | +20 |
|                     | 4.   | Skonto            | 55 | 28 | 16 | 7 | 5  | 54 | 27 | +27 |
|                     | 5.   | Daugava           | 33 | 28 | 9  | 6 | 13 | 33 | 38 | -5  |
|                     | 6.   | Jūrmala           | 26 | 28 | 7  | 5 | 16 | 28 | 51 | -23 |
|                     | 7.   | Dinaburg          | 20 | 28 | 6  | 2 | 20 | 23 | 58 | -35 |
| [ 2 ]               | 8.   | Olimps Rīga       | 8  | 28 | 2  | 2 | 24 | 15 | 63 | -48 |

Legenda:
      Campione di Lettonia e ammessa alla UEFA Champions League 2008-2009.
      Ammesse alla UEFA Europa League 2019-2020.
      Ammessa alla Coppa Intertoto 2008.
Regolamento:
Tre punti a vittoria, uno a pareggio, zero a sconfitta.

## Risultati
|                    | DAU             | DIN             | JŪR              | MET             | OLI             | RĪG             | SKO             | VEN              |
| ------------------ | --------------- | --------------- | ---------------- | --------------- | --------------- | --------------- | --------------- | ---------------- |
| Daugava            | ––––            | 1-2 1-3 2-0 1-0 | 2-1 1-0 5-0 1-0  | 1-3 1-2 0-1 0-0 | 2-0 1-1 1-0 1-0 | 1-3 2-3 2-2 1-2 | 1-3 1-3 1-3 1-1 | 1-3 1-1 0-1 0-0  |
| Dinaburg           | 2-1 3-1 0-2 0-1 | ––––            | 0-1 0-0 0-3 3-0  | 1-2 1-2 1-4 0-1 | 1-0 2-0 1-2 3-2 | 0-2 0-2 1-3 0-1 | 2-2 0-3 0-4 0-2 | 0-4 2-4 0-6 0-3  |
| Jūrmala            | 1-2 0-1 0-5 0-1 | 1-0 0-0 3-0 0-3 | ––––             | 3-4 0-2 1-1 0-3 | 2-0 5-0 2-1 0-2 | 0-0 0-2 2-0 1-2 | 2-2 1-2 0-4 0-1 | 3-1 0-1 1-1 0-10 |
| Liepājas Metalurgs | 3-1 2-1 1-0 0-0 | 2-1 2-1 4-1 1-0 | 4-3 2-0 1-1 3-0  | ––––            | 1-0 2-1 1-0 3-0 | 0-3 0-0 0-2 2-0 | 4-0 0-2 0-0 0-1 | 2-0 2-0 0-2 0-1  |
| Olimps             | 0-2 1-1 0-1 0-1 | 0-1 0-2 2-1 2-3 | 0-2 0-5 1-2 2-0  | 0-1 1-2 0-1 0-3 | ––––            | 2-3 2-3 0-2 0-4 | 0-1 1-4 0-3 0-3 | 1-1 0-2 0-5 0-4  |
| Rīga               | 3-1 3-2 2-2 2-1 | 2-0 2-0 3-1 1-0 | 0-0 2-0 0-2 2-1  | 3-0 0-0 2-0 0-2 | 3-2 3-2 2-0 4-0 | ––––            | 1-0 4-4 2-2 0-3 | 1-0 0-1 0-0 1-2  |
| Skonto             | 3-1 3-1 3-1 1-1 | 2-2 3-0 4-0 2-0 | 2-2 2-1 4-0 1-0  | 0-4 2-0 0-0 1-0 | 1-0 4-1 3-0 3-0 | 0-1 4-4 2-2 3-0 | ––––            | 0-2 0-0 1-3 0-1  |
| Ventspils          | 3-1 1-1 1-0 0-0 | 4-0 4-2 6-0 3-0 | 1-3 1-0 1-1 10-0 | 0-2 0-2 2-0 1-0 | 1-1 2-0 5-0 4-0 | 0-1 1-0 0-0 2-1 | 2-0 0-0 3-1 1-0 | ––––             |